# Стивенс, Джина
Джорджина «Джина» Стивенс (англ. Georgina "Gina" Stevens; родилась 4 июля 1975 года, Балларат, штат Виктория, Австралия) — австралийская профессиональная баскетболистка, выступала в женской национальной баскетбольной лиге. Играла на позиции лёгкого форварда. В составе национальной сборной Австралии она стала победительницей чемпионата мира среди девушек до 19 лет 1993 года в Сеуле.

## Ранние годы
Джина Стивенс родилась 4 июля 1975 года в городе Балларат (штат Виктория).